# Томас Станли
Д-р Томас Станли (на английски: Thomas Stanley) е американски преподавател, бизнес теоретик и писател на бестселъри в жанра книги за самопомощ и бизнес.

## Биография и творчество
Томас Станли е роден през 1944 г. в Бронкс, Ню Йорк, САЩ. Завършва в колеж в Кънектикът, специализира аспирантура в университета в Тенеси, и получава докторска степен в Университета на Джорджия.
От 1973 г. в продължение на 20 години е преподавател по маркетинг в Държавния университет на Джорджия. Изнася лекции по бизнес и е консултант по продажбите на богати бизнесмени.
През 1988 г. е издадена първата му книга „Marketing to the Affluent“.
Става известен с книгата си „Съседът милионер“ от 1995 г. написана в съавторство с д-р Уилям Данкоу. Книгата веднага става бестселър и остава в списъците на бестселърите в продължение на 3 години.
Томас Станли умира в автомобилна катастрофа на 28 февруари 2015 г. в Атънс, Джорджия.

## Произведения
- Marketing to the Affluent (1988)
- Selling to the Affluent (1990)
- Networking with the Affluent and Their Advisors (1993)
- The Millionaire Next Door (1995) – с Уилям Данкоу
Съседът милионер, изд.: „Обсидиан“, София (2001), прев. Боян Дамянов
- The Millionaire Mind (2000)
Така мислят милионерите, изд.: „Обсидиан“, София (2000), прев. Матуша Бенатова
- Millionaire Women Next Door (2004)
Съседката милионерка, изд.: „Обсидиан“, София (2004), прев. Екатерина Йорданова (с анализ на 313 есета на жени)
- Stop Acting Rich: And Start Living Like A Real Millionaire (2009)